# Trump Towers Istanbul
Trump Towers Istanbul — дві сполучених між собою вежі-близнюки в стамбульському районі Шишлі, в Туреччині. Одна з них є офісною будівлею, а друга — житлову, що має понад 200 резиденцій. До складу комплексу також входить торговий центр з 80 крамницями і мультиплексним кінотеатром. Це перші Trump Towers, побудовані в Європі. Його забудовником став турецький мільярдер Айдин Доган в ліцензійному партнерстві з американським бізнесменом і нинішнім президентом США Дональдом Трампом. Комплекс вважається одним з найвідоміших у Стамбулі. Безліч компаній з Європи та Близького Сходу мають свої офіси в Trump Towers Istanbul.
У комплексі також розташований єдиний «колекційний» винний льох в Туреччині, місткістю 16 800 пляшок, зведений компанією Focus Wine Cellars.

## Суперечки навколо назви
Турецький власник Trump Towers Istanbul, що платив Трампу за використання його імені, повідомив у грудні 2015 року про свій намір прийняти всі правові заходи для того, щоб прибрати його ім'я з назви комплексу після того, як тодішній кандидат у президенти США закликав заборонити всім мусульманам в'їзд в США. У червні 2016 року, президент Туреччини Реджеп Тайїп Ердоган закликав до видалення імені Трампа з назви веж, зазначивши, що «Трамп не терпимо ставиться до мусульман, які живуть у США. І додатково до цього, бренд з його ім'ям використовується в Стамбулі. Ті, хто помістив цей бренд на свою будівлю, мають негайно видалити його».
У грудні 2015 року Трамп заявив у радіоінтерв'ю, що у нього був «конфлікт інтересів» у відносинах з Туреччиною за його власність, сказавши: «У мене є невеликий конфлікт інтересів, тому що у мене є велика, велика будівля у Стамбулі … Вона називається Trump Towers … І я дуже добре пізнав Туреччину».